# Пак Ха Чун
Пак Ха Чун (кор. 박하준; 19 квітня 2000, Ян'ян, Південна Корея) — південнокорейський стрілець, срібний призер Олімпійських ігор 2024 року.

## Біографія
Народився в Ян'ян-гун, Канвондо в 2000 році. Її старша сестра, Пак Ха Хян, також займається стрільбою. Коли він був у 6-му класі початкової школи Yangyang, він пішов зі своєю старшою сестрою на стрільбу, а після закінчення середньої школи Yangyang він залишив рідне місто та переїхав до Інчхона, де вступив до Інчхонської спортивної середньої школи. Після закінчення Інчхонської середньої школи фізичного виховання він навчався в Корейському національному спортивному університеті.
Він брав участь у Літній Універсіаді 2019 року, що проходила в Неаполі в липні 2019 року, і виграв срібну медаль у стрільбі з пневматичного пістолета на 10 метрів, поступившись словаку Патріку Яні.
Він вперше взяв участь в Олімпійських іграх у своїй кар’єрі, коли брав участь у Літніх Олімпійських іграх 2024 року, які відбулися в Парижі, Франція, у липні 2024 року. Він брав участь у першому матчі змагань, зі стрільби з пневматичної гвинтівки на 10 метрів, з Джин Джі Хьон і виграв срібну медаль, слідом за китайцями Хуан Ютіном і Шенг Ліхао. Ця медаль стала першою медаллю, виграною південнокорейським спортсменом на Олімпіаді-2024.

## Виступи на Олімпіадах
| Олімпіада  | Дисципліна                              | Місце |
| ---------- | --------------------------------------- | ----- |
| Париж 2024 | пневматична гвинтівка, 10 метрів        | 13    |
| Париж 2024 | пневматична гвинтівка, 10 метрів, мікст | 2     |
| Париж 2024 | гвинтівка з трьох положень, 50 метрів   | 44    |